# Grasse (affluent du Marès)
Pour les articles homonymes, voir Grasse (homonymie).
La Grasse est une rivière du Sud de la France, dans les deux départements de la Haute-Garonne et de l'Aude, en région Occitanie, affluent du Marès sous-affluent de l'Hers-Mort et sous-affluent de la Garonne.

## Géographie
De 18 km de longueur, il prend sa source sur la commune de Les Casses, dans l'Aude et se jette dans le Marès en rive droite sur la commune de Villefranche-de-Lauragais dans la Haute-Garonne.

### Départements et communes traversées
- Haute-Garonne : Montgaillard-Lauragais, Rieumajou, Saint-Félix-Lauragais, Villefranche-de-Lauragais, Lux, Trébons-sur-la-Grasse, Beauville, Vaux, Cessales, Juzes, Saint-Vincent, Bélesta-en-Lauragais.

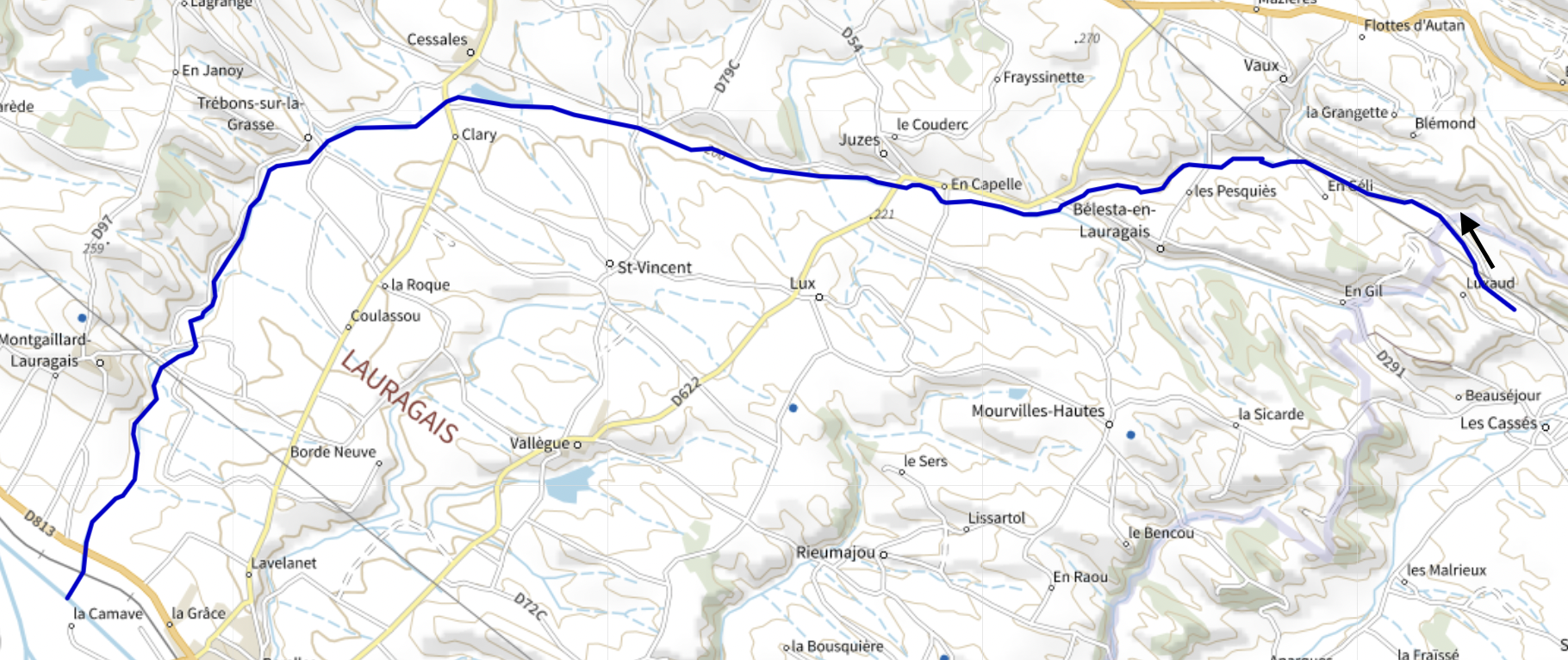
Carte du cours.

- Aude : Les Casses.

## Principaux affluents
- Ruisseau de Trémoulède, 4,2 km
- Ruisseau de Pontet, 3,7 km
- Ruisseau des Grèses, 3 km